# 封霊祐
封 霊祐（ほう れいゆう、生没年不詳）は、中国の南北朝時代の人物。本貫は渤海郡蓨県。

## 経歴
はじめ南朝宋に仕えて青州治中・渤海郡太守となった。北魏の慕容白曜が三斉を平定すると、封霊祐は二百人を率いて北魏に降り、下密子の爵位を受けた。後に建威将軍・渤海郡太守に任じられた。

## 子女
- 封進寿（下密子の爵位を嗣ぐ、孝明帝のとき揚州治中、義州を失陥して刺史の元志に殺害された）
- 封蚌（冀州別駕）
- 封粲（荊州長流参軍、司空水曹参軍・殿中侍御史、征東将軍・広州長史、光禄大夫）

## 伝記資料
- 『魏書』巻32 列伝第20
- 『北史』巻24 列伝第12